# Frank Hurley
James Francis „Frank” Hurley (ur. 15 października 1885 w Sydney, zm. 16 stycznia 1962 tamże) – australijski fotograf i reżyser.
Uczestnik wypraw na Antarktydę, m.in. Australasian Antarctic Expedition Douglasa Mawsona (1882–1958) w latach 1911–1913, Imperialnej Wyprawy Transantarktycznej w latach 1914–1917 pod kierownictwem Ernesta Shackletona (1874–1922) i połączonej wyprawy brytyjskiej, nowozelandzkiej i australijskiej pod kierownictwem Mawsona w latach 1929–1931 (ang. British Australian and New Zealand Antarctic Research Expedition). Trzykrotnie odznaczony Medalem Polarnym.
Służył jako oficjalny fotograf Armii Australijskiej podczas obu wojen światowych. Odznaczony Orderem Imperium Brytyjskiego IV klasy (OBE). 

## Życiorys
James Francis Hurley urodził się 15 października 1885 roku w Glebe (obecnie dzielnica Sydney) . Był drugim synem Edwarda Harrisona Hurleya, drukarza i związkowca, i jego żony Margaret Agnes z domu Bouffier . Uciekł z domu w wieku 13 lat do pracy w stalowni w Lithgow, gdzie nauczył się obróbki metali, montażu instalacji elektrycznych i wytwarzania narzędzi  – do domu wrócił dwa lata później . 
Uczył się w trybie wieczorowym w technikum i uczęszczał na wykłady na uniwersytecie . Zaczął interesować się fotografią i kupił swój pierwszy aparat fotograficzny – Kodak Box Brownie . W sklepie z artykułami fotograficznymi poznał pracującego tam fotografa Henriego Mallarda (1884–1967), z którym się zaprzyjaźnił i który aranżował Hurley’owi pierwsze profesjonalne zlecenia. Pierwsza praca Hurleya, przedstawiająca załamujące się fale, ukazała się drukiem 21 czerwca 1905 roku w „Australasian Photograhic Review”. 
W 1905 roku zaczął pracować dla przedsiębiorstwa Henry’ego Cave’a produkującego pocztówki, robiąc zdjęcia wysokiej jakości i nawet ryzykując życie dla unikalnego ujęcia  – jego seria Power and Speed przedstawiała pędzące lokomotywy, które Hurley fotografował stojąc na torach przed nadjeżdżającym pociągiem. Jego pocztówka Macquarie Light przedstawiająca latarnię Macquarie Lighthouse nocą miała sprzedać się w ponad 20 tys. egzemplarzy. Hurley wkrótce stał się udziałowcem i partnerem w firmie. Prowadził również prelekcje w klubie fotograficznym a w 1910 roku odbyła się pierwsza wystawa jego prac . Po przejściu Cave’a na emeryturę i przy słabnącym popycie na pocztówki, Hurley został z długami wobec dostawców materiałów fotograficznych. Mallard zdołał przekonać swojego pracodawcę, by darował dług Harley’owi, który wkrótce miał wyruszyć z Masonem na Antarktydę.

### Wyprawy antarktyczne

#### Australasian Antarctic Expedition (1911–1913)
W 1911 roku kierownik Australasian Antarctic Expedition Douglas Mawson (1882–1958) zaproponował Hurley’owi stanowisko fotografa ekspedycji . Hurley dołączył do wyprawy i przez prawie półtora roku dokumentował aktywność ekspedycji na kliszy fotograficznej i filmowej . Przezimował wraz z innymi uczestnikami na Przylądku Denisona w drewnianych chatach. Hurley wraz z większością uczestników powrócił do Australii na pokładzie „Aurory” w 1913 roku. Po powrocie zmontował film Home of the Blizzard, który wyświetlił publiczności w sierpniu 1913 roku . Mawson, który uczestniczył w wyprawie na saniach i nie wrócił na czas, spędził na Antarktydzie kolejną zimę wraz z sześcioma członkami ekspedycji, którzy czekali na jego powrót z wyprawy. W 1914 roku Hurley popłynął po Mawsona z kapitanem Johnem Kingiem Davisem (1884–1967), by nakręcić zdjęcia do filmu o ekspedycji ratunkowej.     
Następnie Francis Birtles (1881–1941) zlecił mu sfilmowanie wyprawy samochodowej przez północną Australię . 

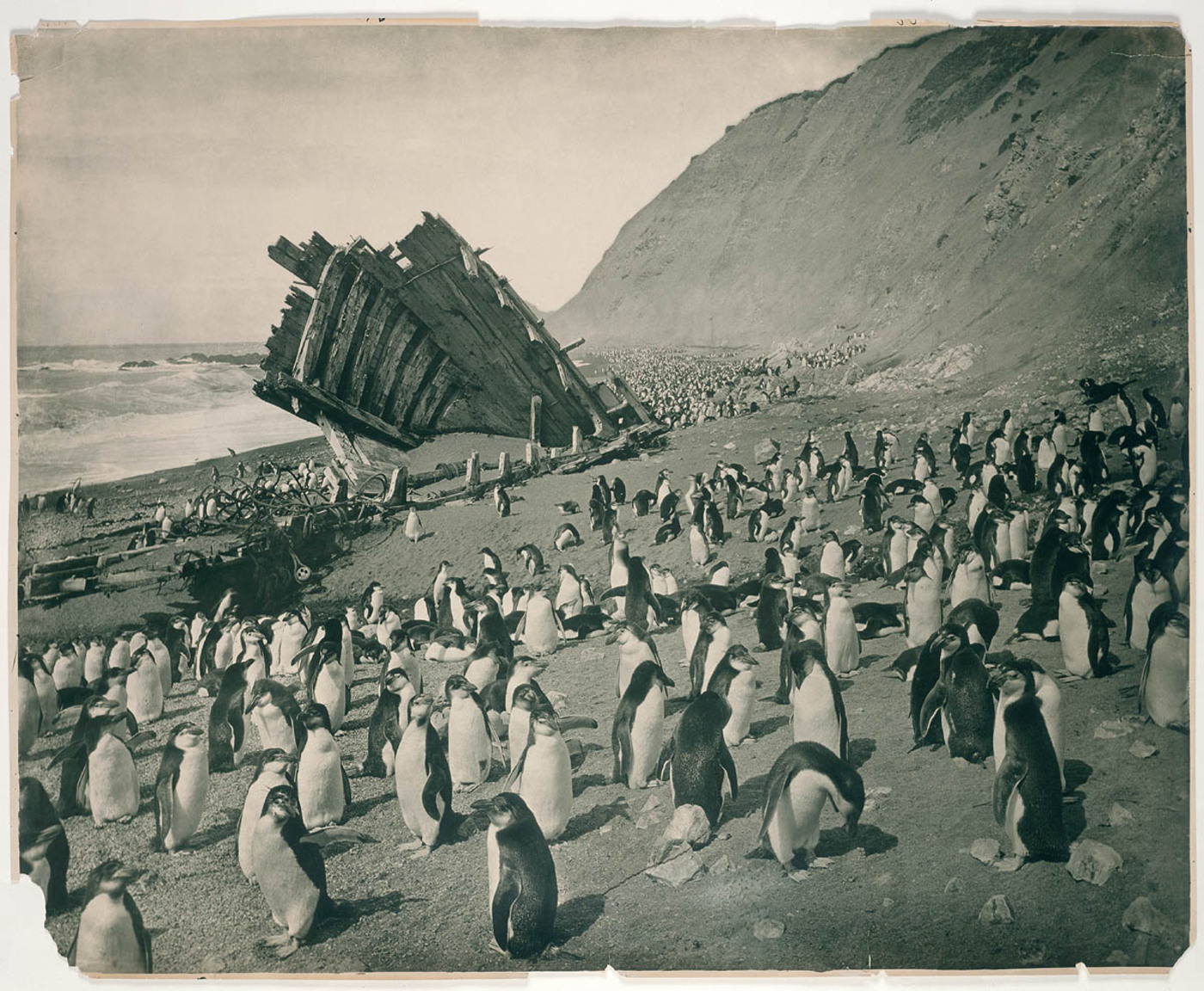
Wrak „Gratitude” na Macquarie Island (1911)
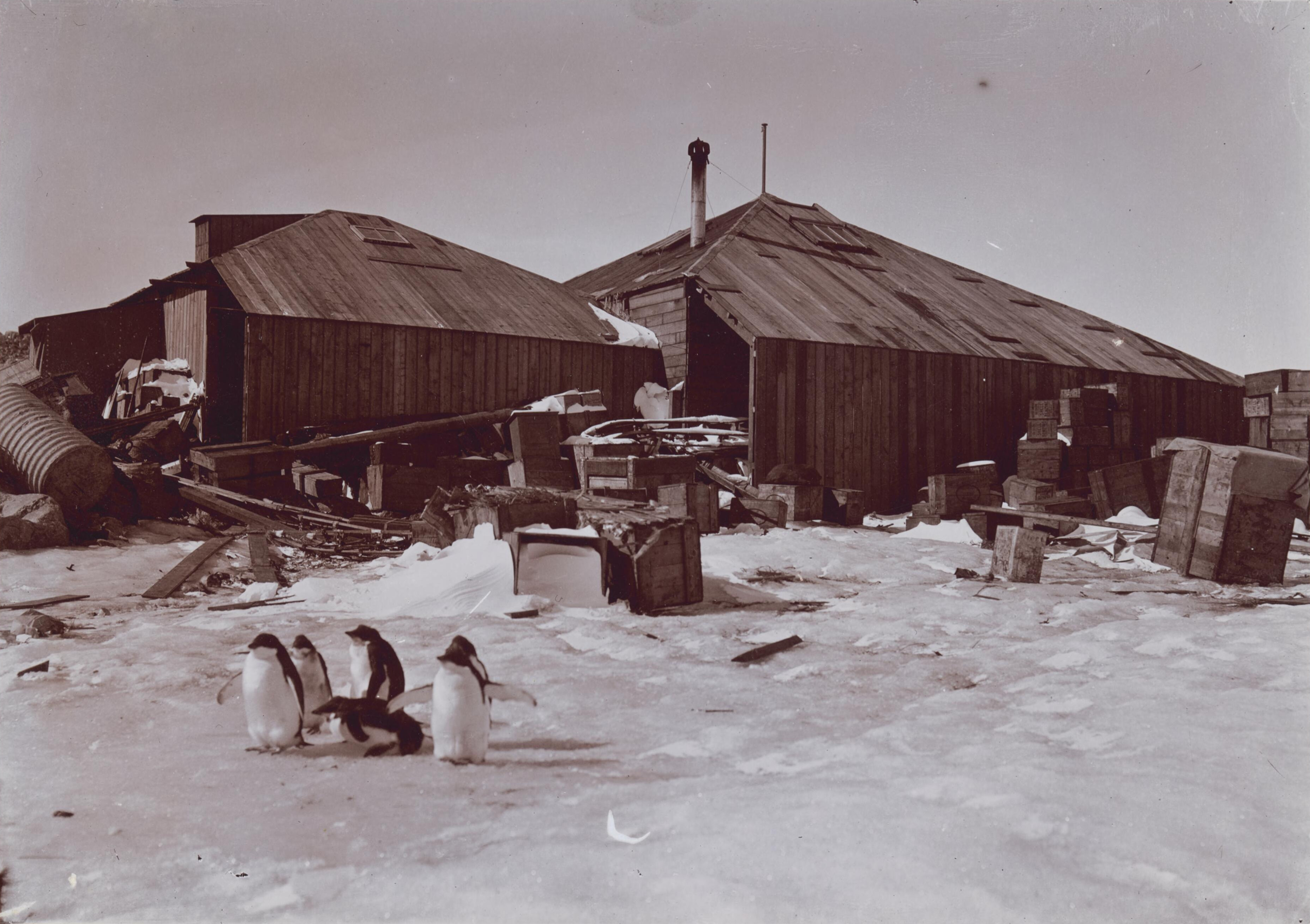
Mawson’s Huts (1912)
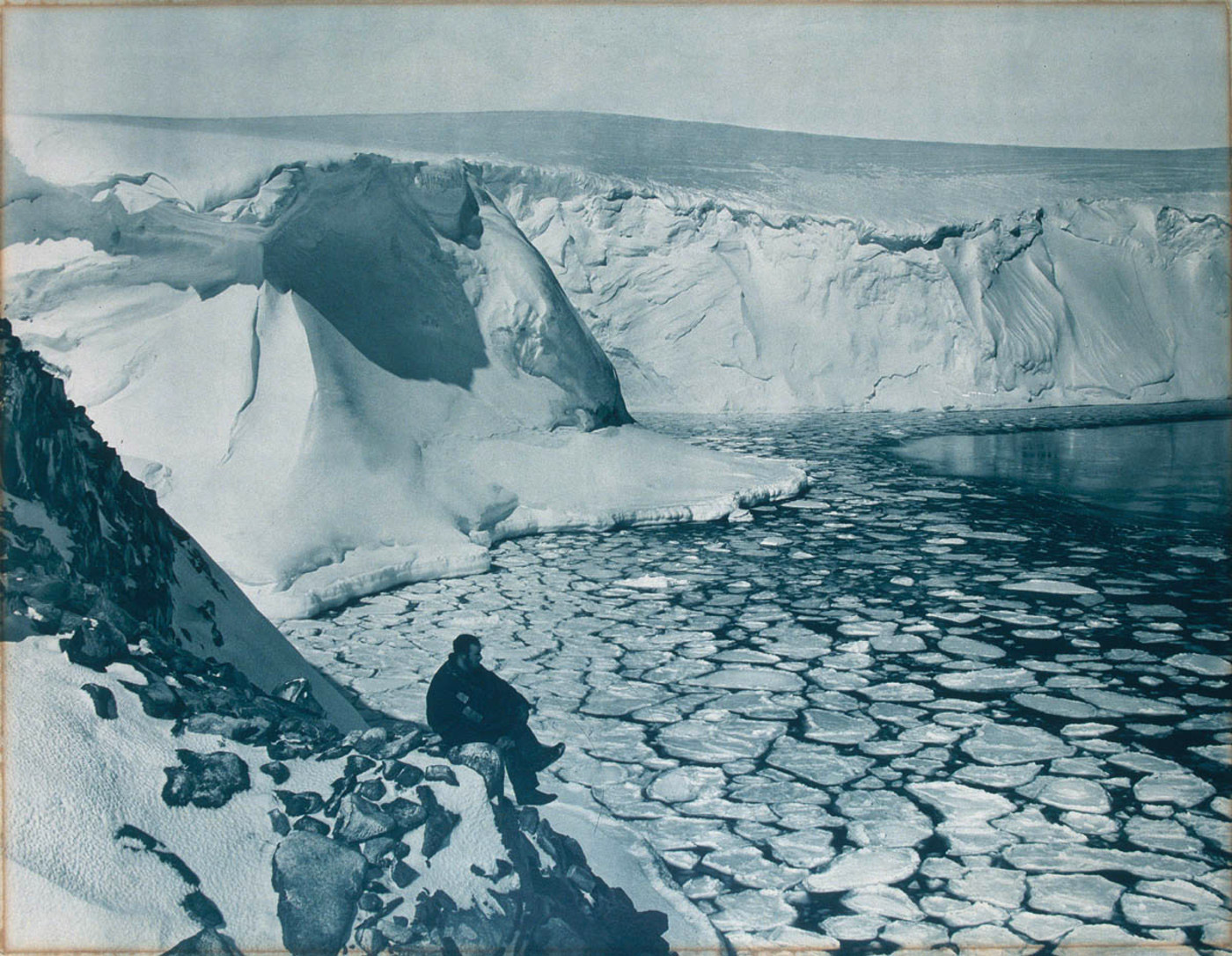
Frank Bickerton (1889–1954) patrzący na morze w okolicy Zatoki Commonwealthu (1912)
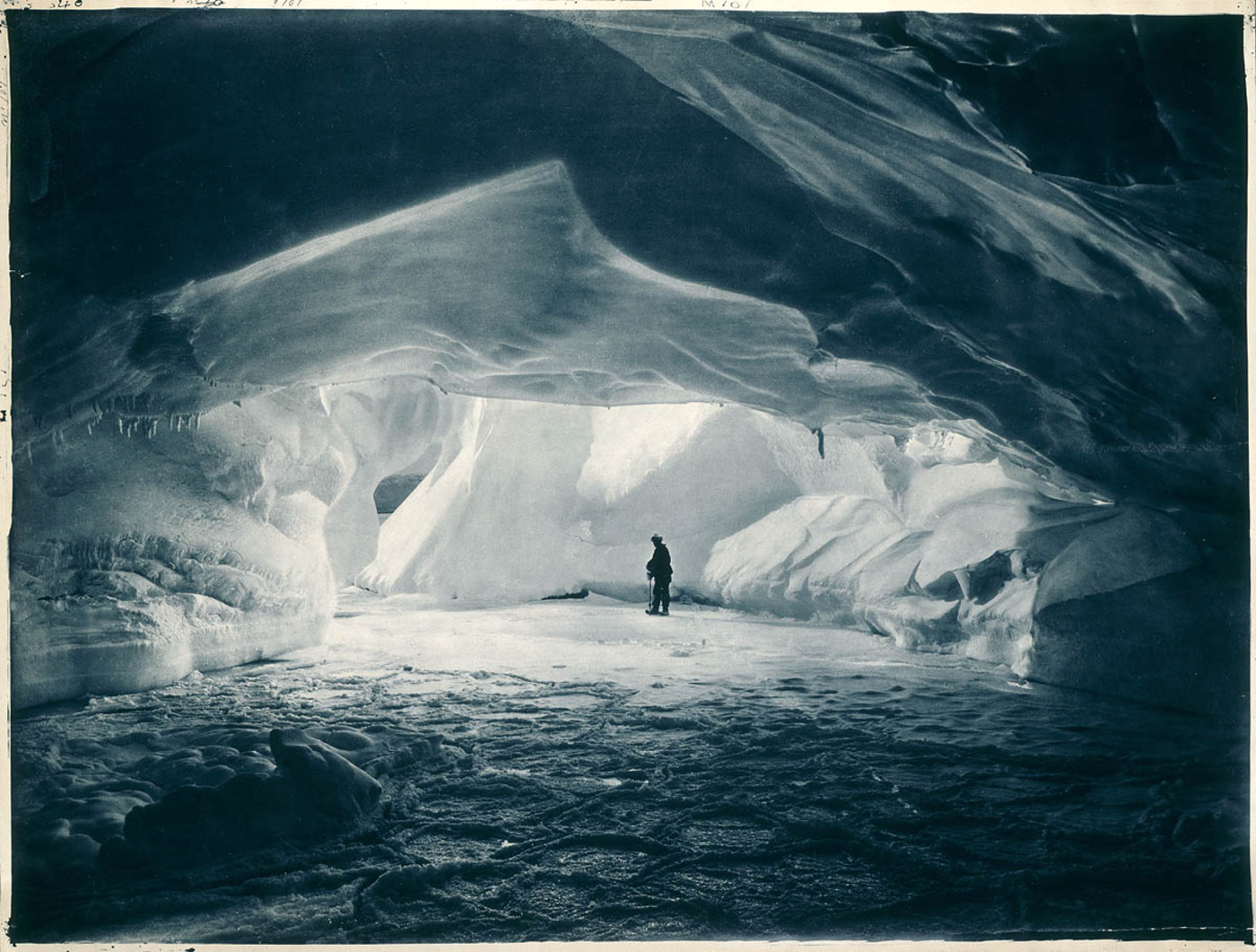
W lodzie w okolicy Zatoki Commonwealthu
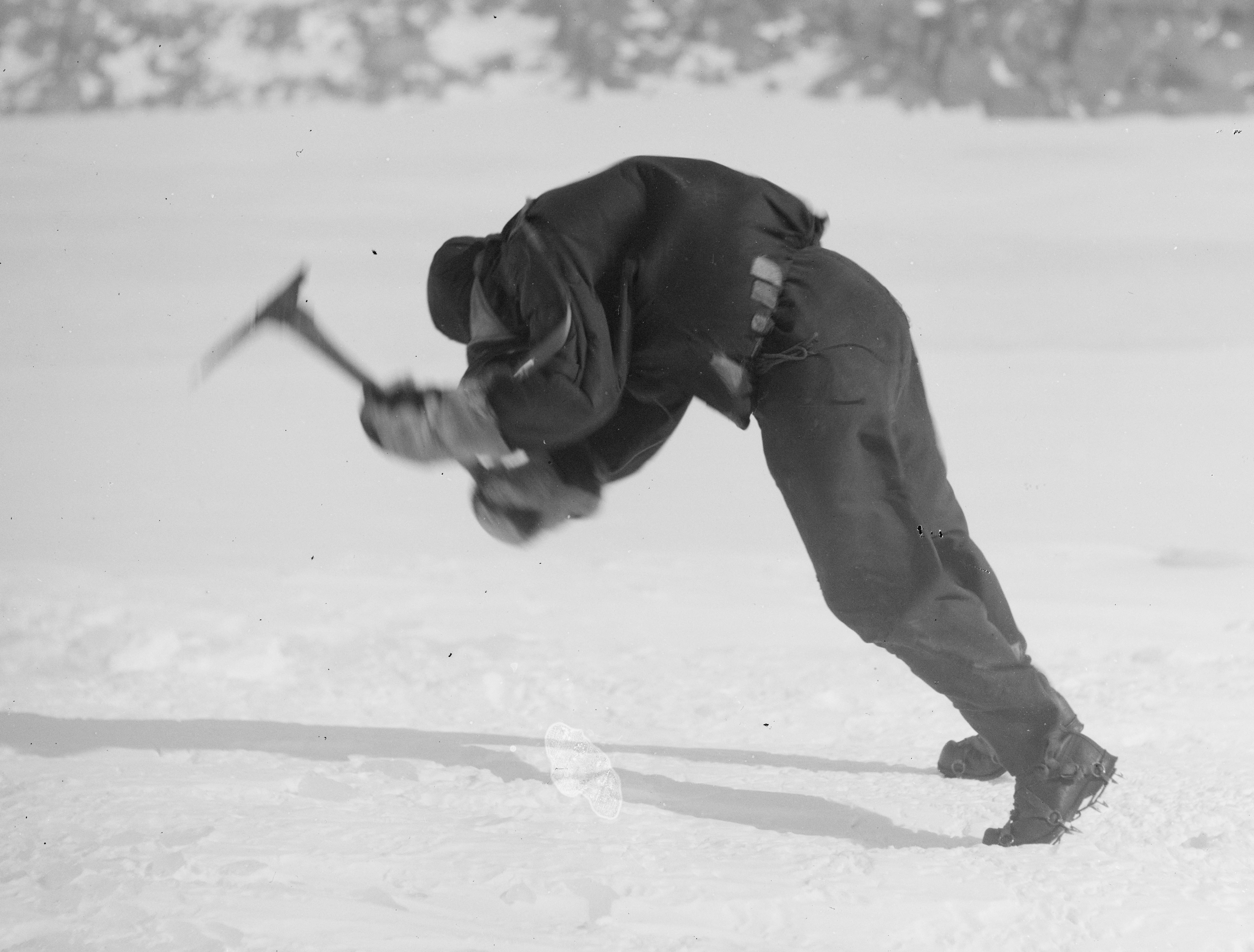
Leaning on the wind – rąbanie lodu przy wietrze wiejącym z prędkością 160 km na godzinę  (1912)

#### Imperialna Wyprawa Transantarktyczna (1914–1917)
W październiku 1914 roku Hurley dołączył do Imperialnej Wyprawy Transantarktycznej na Antarktydę w latach 1914–1917 pod kierownictwem Ernesta Shackletona (1874–1922), której celem było przemierzenie kontynentu drogą lądową . Statek ekspedycji „Endurance” został uwięziony w paku lodowym na Morzu Weddella zanim zdołał dotrzeć do celu. Hurley wykonał wówczas swoje najsłynniejsze fotografie – serię przedstawiającą Endurance stopniowo miażdżony przez lód oraz zdjęcia dokumentujące bohaterską walkę o przetrwanie członków wyprawy . Pod bomem foka wzniesiono specjalną platformę dla Hurleya, aby mógł filmować i fotografować proces tonięcia statku . 
Przez całą antarktyczną zimę 1915 roku „Endurance” dryfował na północ, aż zaczął przeciekać i Shackleton wydał rozkaz jego opuszczenia. Załoga uratowała zapasy i sprzęt, i rozbito obóz na lodzie morskim w pobliżu wraku. Hurley wrócił do wraku, aby zanurkować po szklane negatywy, które znajdowały się w częściowo zanurzonej ładowni . Plany przejścia przez kontynent zostały zarzucone, a Shackleton skupił się na uratowaniu załogi. Zaproponował przeprawę do Paulet Island, oddalonej o ponad 550 km, gdzie znajdowała się chata zbudowana przez Szwedzką Wyprawę Antarktyczną i zapasy zostawione przez misję ratunkową. Przed wyruszeniem w długi marsz Shackleton polecił Hurley’owi zmniejszyć obciążenie poprzez wyselekcjonowanie negatywów, które należy zachować . Wybrano 120 negatywów, a resztę zniszczono tak, by uniknąć pokusy zmiany decyzji . Hurley zabrał również swój sprzęt fotograficzny . „Endurance” ostatecznie zatonął 21 listopada 1915 roku. Pod koniec grudnia podjęto kolejną próbę marszu w stronę Paulet Island, którą jednak zarzucono i postanowiono poczekać, aż dryft północny przemieści wyprawę nad otwarte wody. Shackleton upatrywał możliwości ratunku w dopłynięciu do wysp w archipelagu Szetlandów Południowych – Clarence Island lub Elephant Island. Wyprawa łodziami została wymuszona po tym jak 8 kwietnia pękła kra, na której obozowano. Po siedmiu dniach wylądowano w końcu na Cape Valentine na Elephant Island. Wobec zbliżającej się zimy, pogarszającego się stanu zdrowia załogi i niewielkich szans na odnalezienie, Shackleton zaczął planować misję ratunkową do Georgii Południowej oddalonej o ponad 1287 km. Na misję Shackleton dobrał pięciu innych uczestników wyprawy: Franka Worsley’a (1872–1943), Toma Creana (1877–1938), marynarzy Timothy’ego McCarthy’ego i Johna Vincenta, oraz Harry’ego McNisha (1874–1930). Hurley pozostał wraz innymi uczestnikami na Elephant Island i po czterech miesiącach doczekał się ratunku. Po powrocie wyprawy do Wielkiej Brytanii Hurley udał się z powrotem na Georgię Południową, aby zrobić więcej zdjęć do planowanego filmu In the Grip of the Polar Pack Ice, który w 1919 roku ostatecznie trafił na ekrany pod tytułem South, odnosząc ogromny sukces .

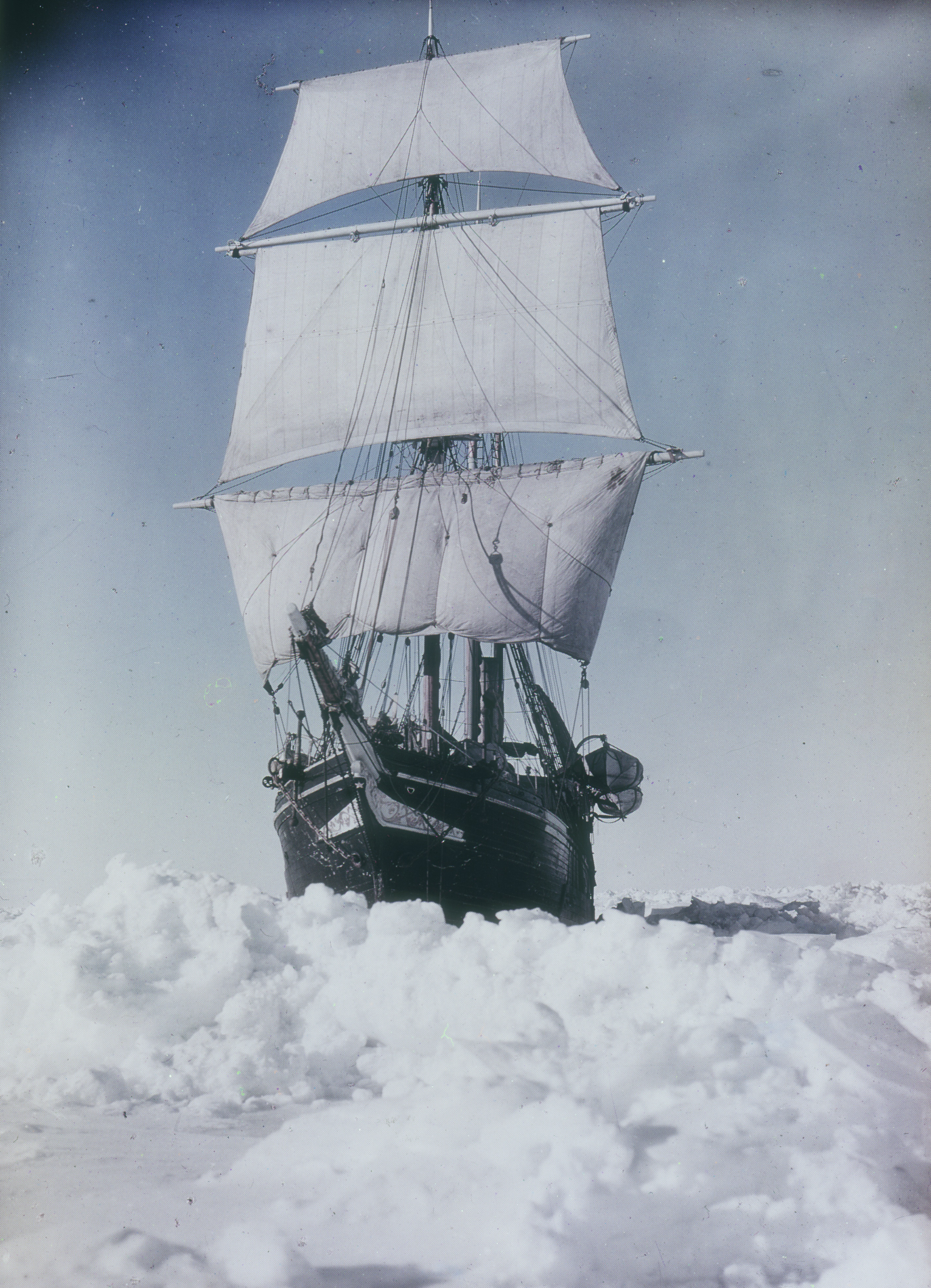
„Endurance” pod pełnymi żaglami
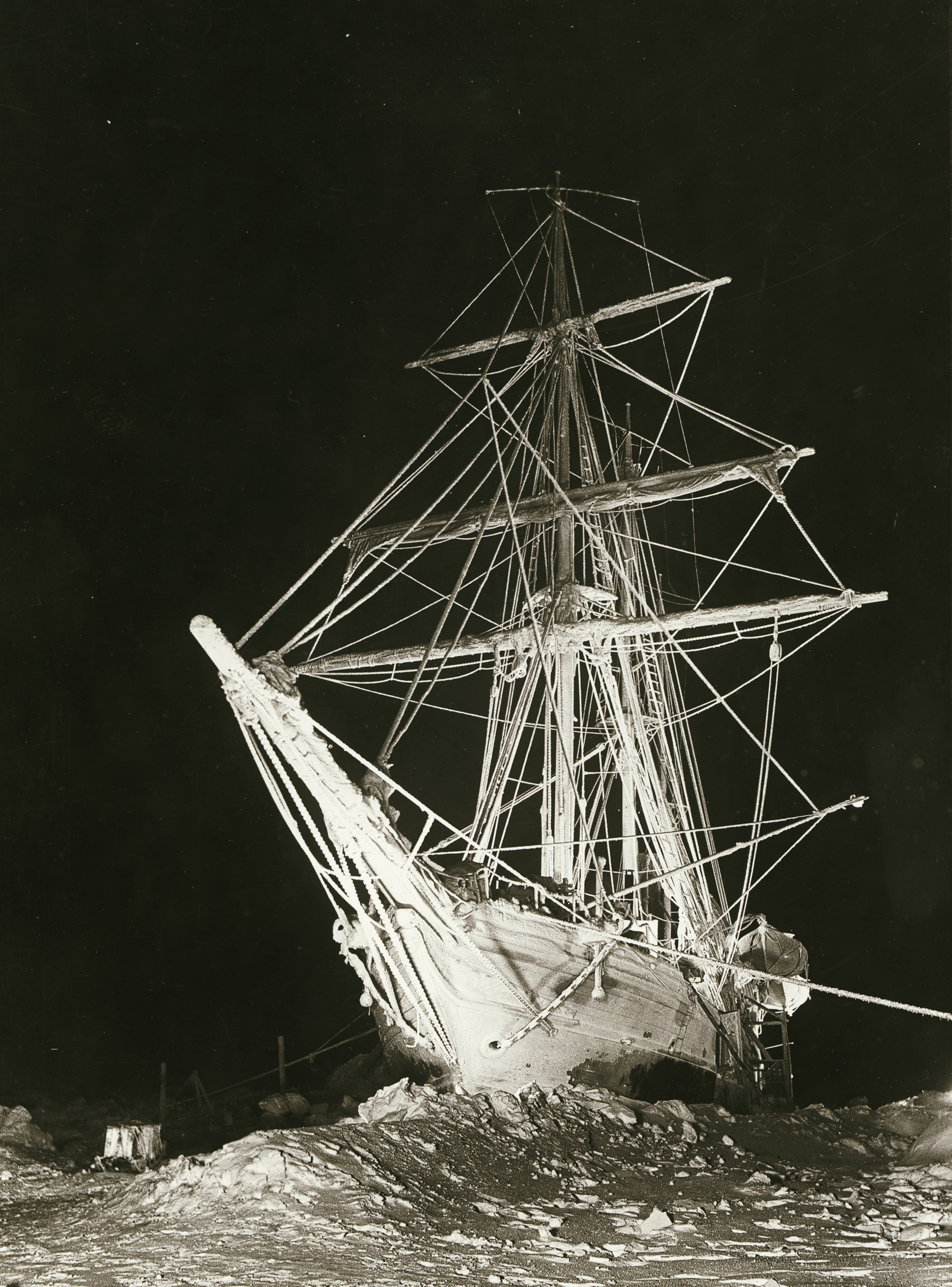
„Endurance” podczas nocy polarnej
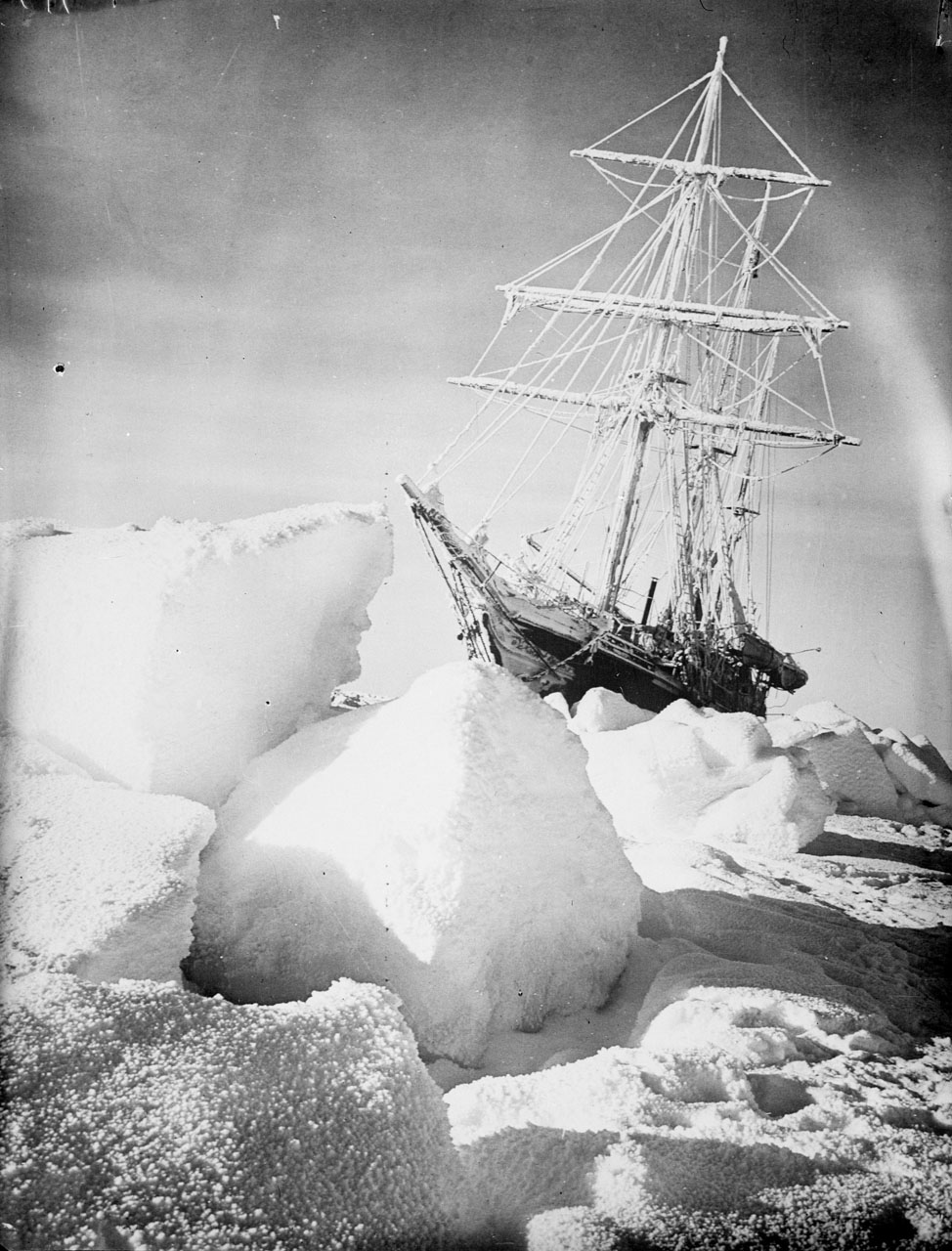
„Endurance” uwięziony w lodzie
„Endurance” przechylający się na burtę
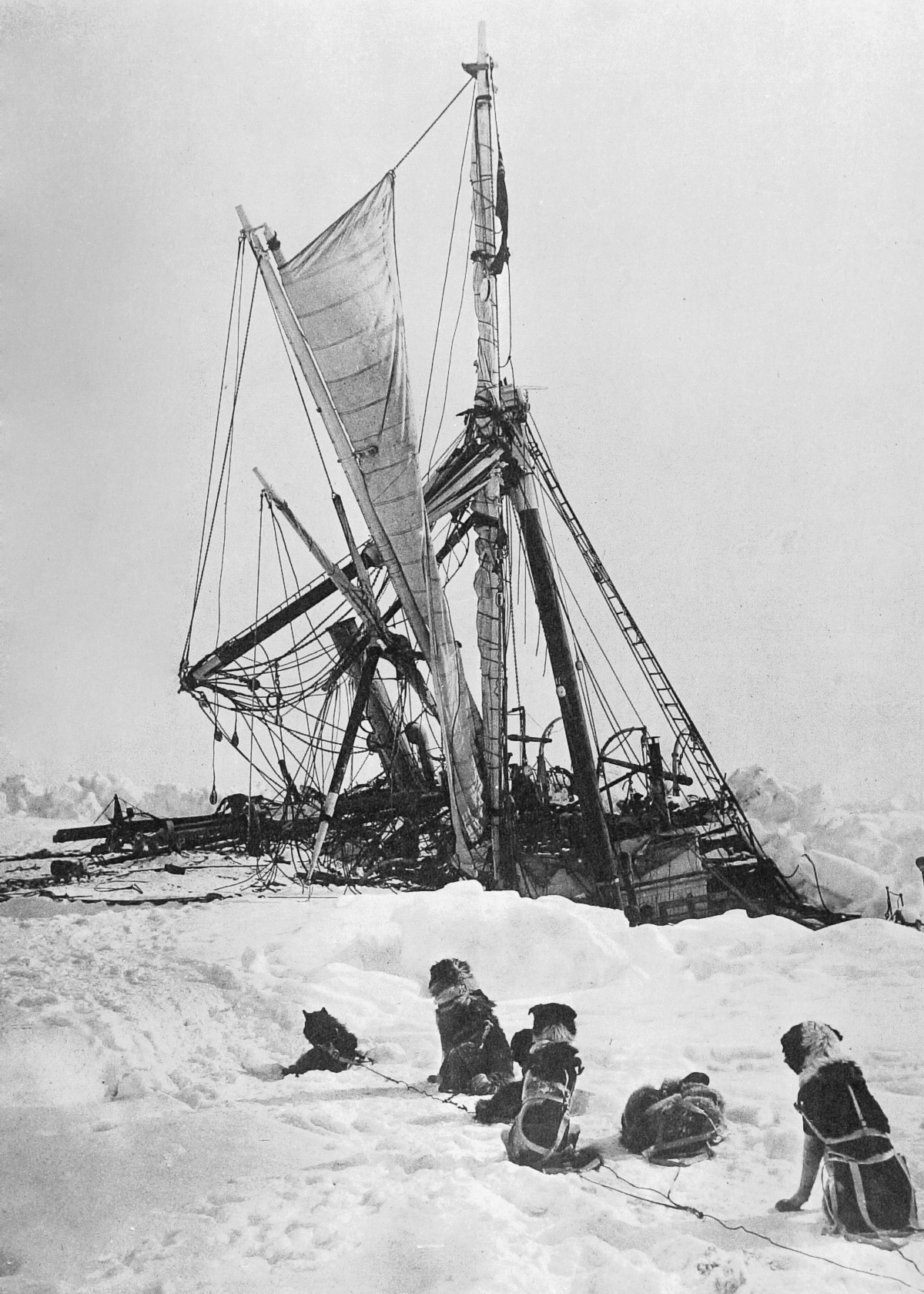
Tonący „Endurance”

#### British Australian and New Zealand Antarctic Research Expedition (1929–1931)
Hurley powrócił na Antarktydę z Mawsonem w 1929 roku . Z wyprawy powstały dwa filmy – Southward ho with Mawson i Siege of the South – które Hurley pokazywał podczas swoich wykładów w latach 1930–1931 .  

### I wojna światowa
W 1917 roku Hurley wstąpił do Australian Imperial Force (AIF), został jednym z oficjalnych fotografów armii i otrzymał honorowy stopień kapitana . Dokumentował walki na frontach we Francji, Belgii i Palestynie , wykonując jedne z niewielu fotografii barwnych . Zrobił wiele zdjęć w trakcie trzeciej bitwy pod Ypres w drugiej połowie 1917 roku . Dla ujęć często ryzykował, przez co nazywano go „szalonym fotografem” . Asystował mu Hubert Wilkins (1888–1958), który również wcześniej brał udział w wyprawach antarktycznych.

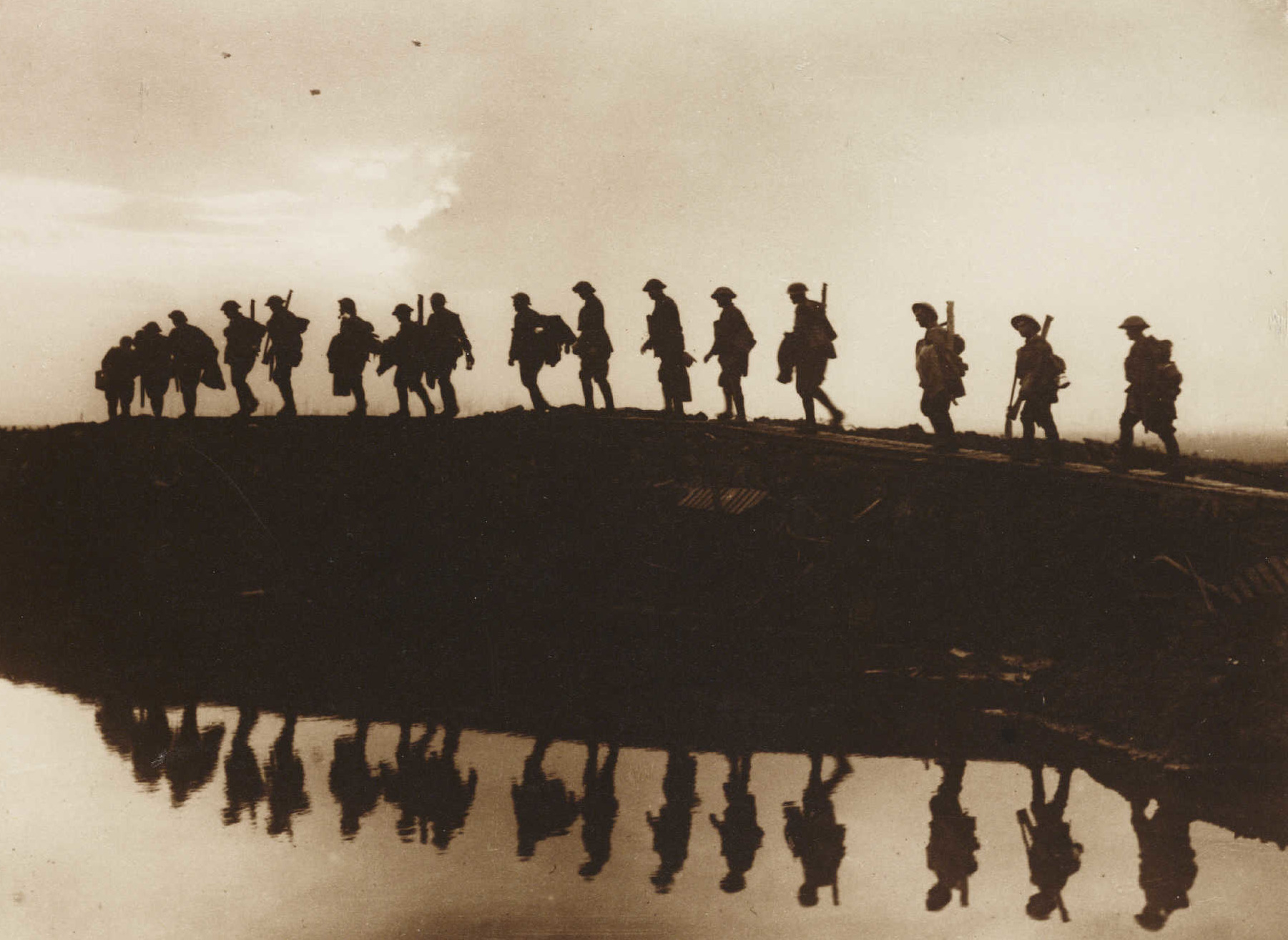
Żołnierze 1. Dywizji Australian Imperial Force (AIF), w pobliżu Ypres (1917)
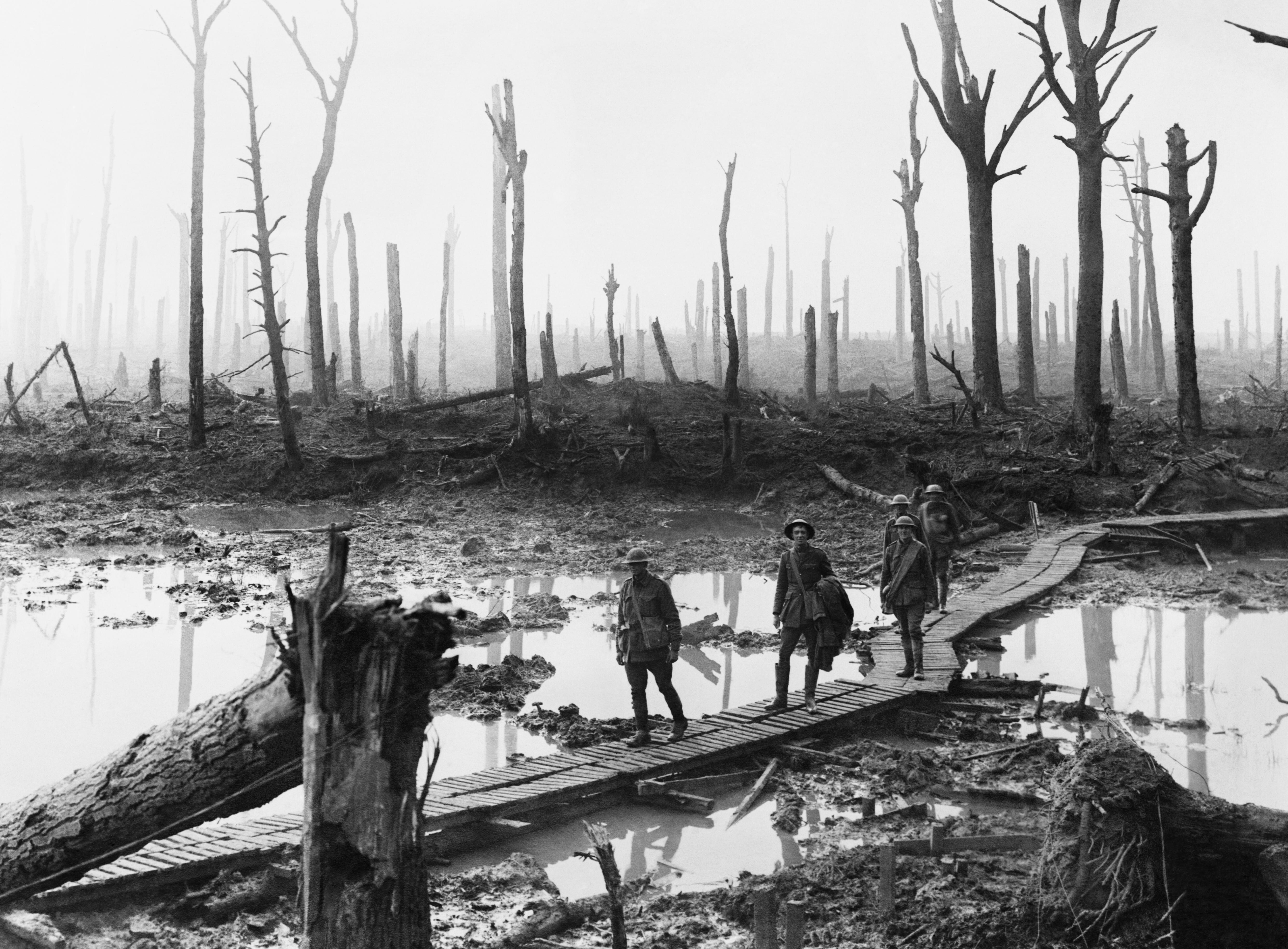
Australijscy strzelcy na kładce w lesie Château (1917)
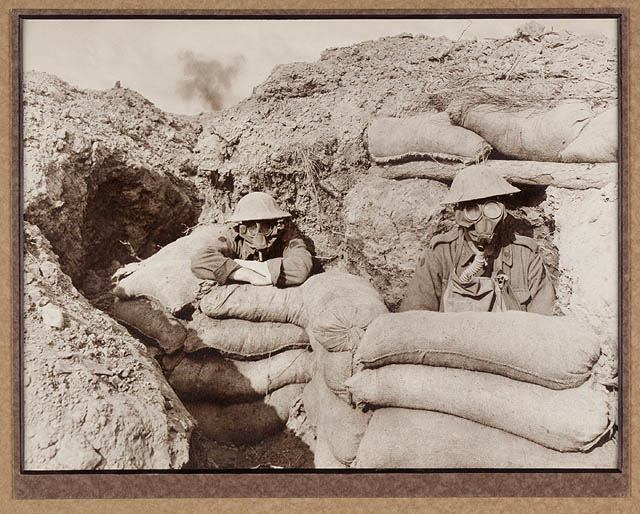
Atak gazem (1917–1918)
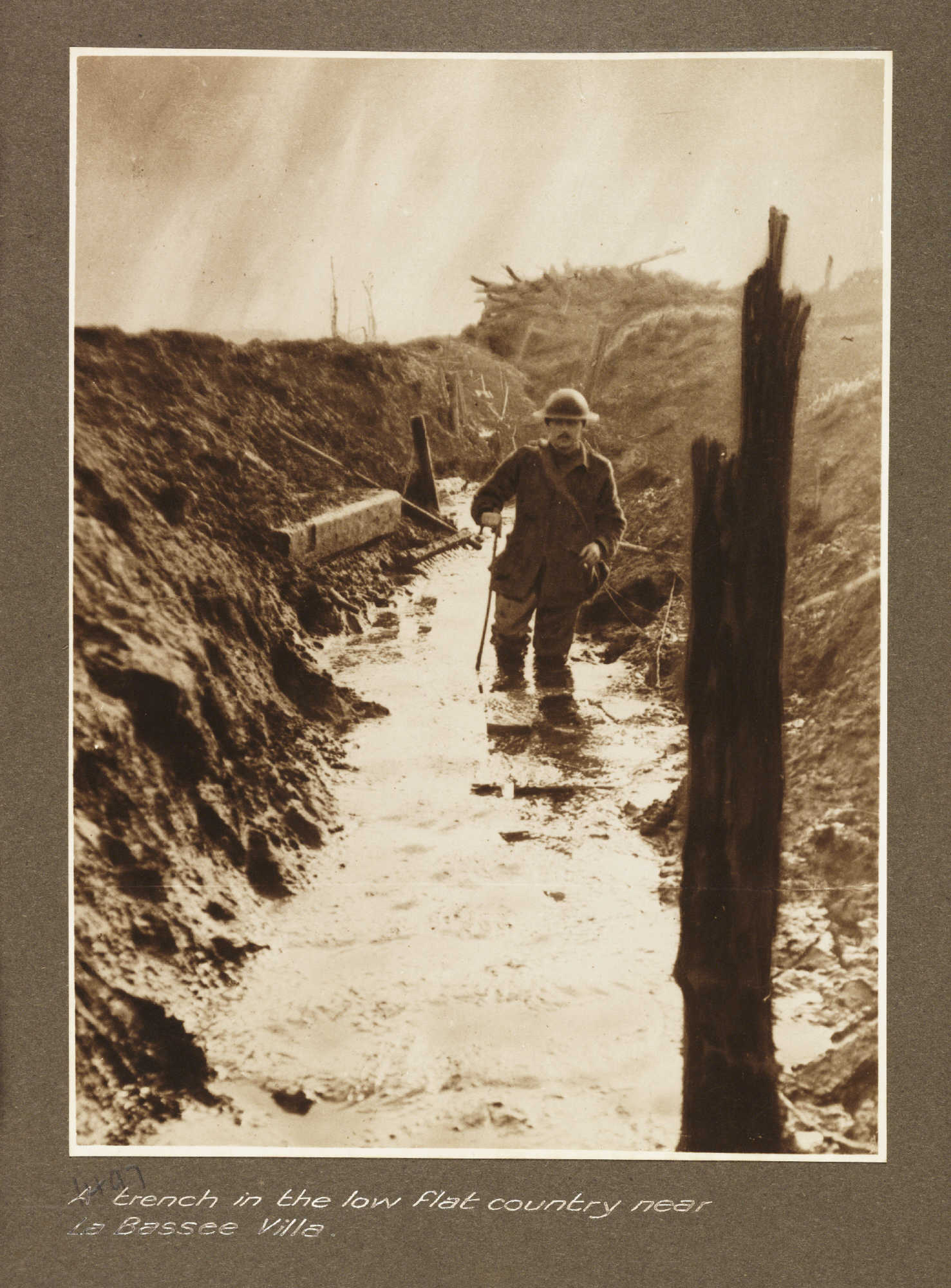
Okopy koło La Bassee Ville (1918)
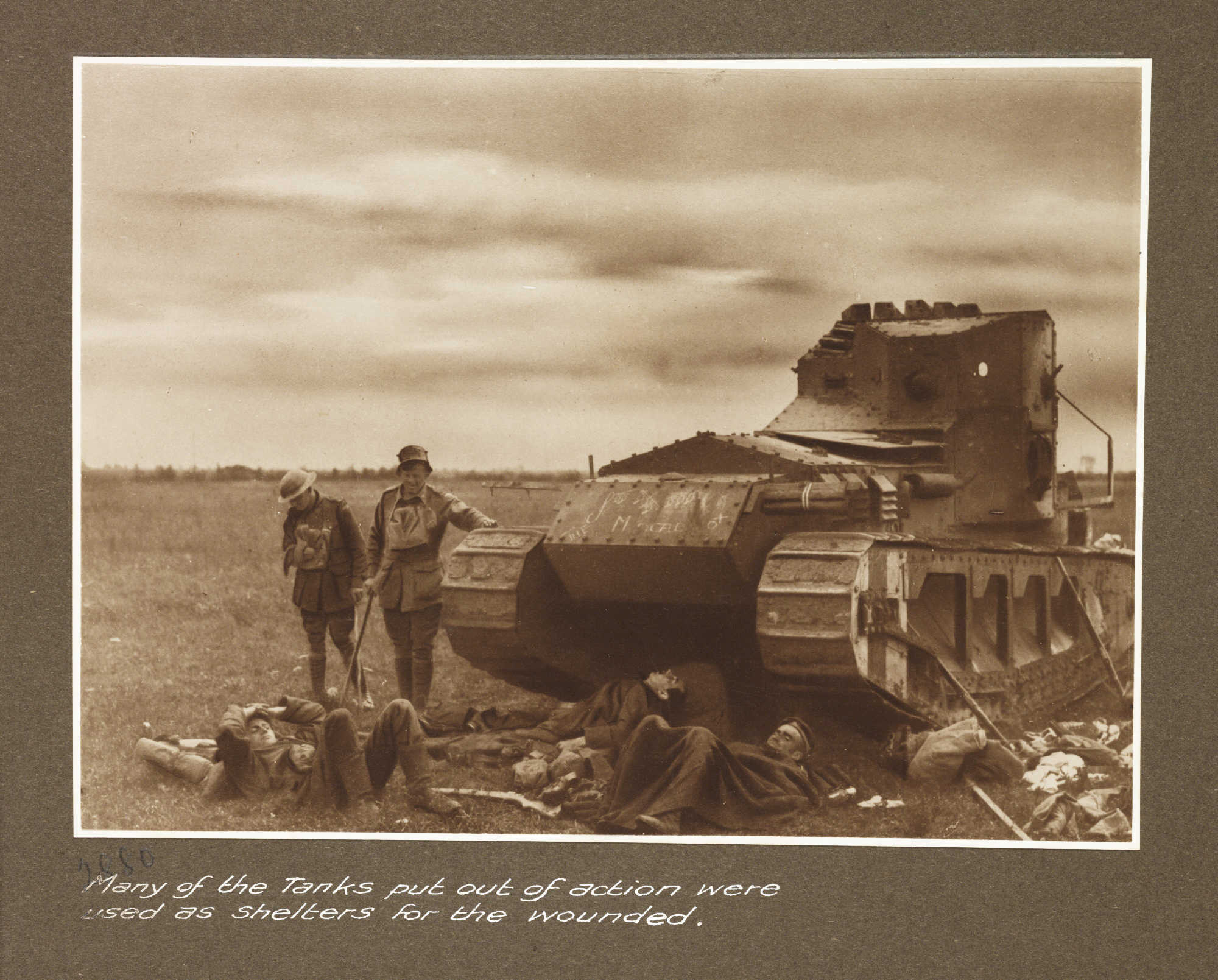
Zniszczony czołg służący rannym za schronienie (1918)

Aby lepiej oddać dramatyzm walk zaczął łączyć negatywy a w ten sposób powstałe zdjęcia nazywał Photographic Impression Pictures (dosł. „zdjęciami impresji fotograficznej”) – zdjęciami mającymi na celu oddanie realistycznego wrażenia wydarzeń poprzez łączne użycie kilku negatywów . Praktyka ta spotkała się z krytyką australijskiego korespondenta wojennego, historyka Charles’a Beana (1879–1968), który uważał, że tak powstałe zdjęcia to fałszywki i nie ma dla nich miejsca w dokumentacji wojennej . Hurley nosił się z odejściem, lecz został po tym jak dowódca AIF William Birdwood (1865–1951) wynegocjował kompromis, by Hurley mógł zaprezentować 6 swoich kompozycji na wystawie .

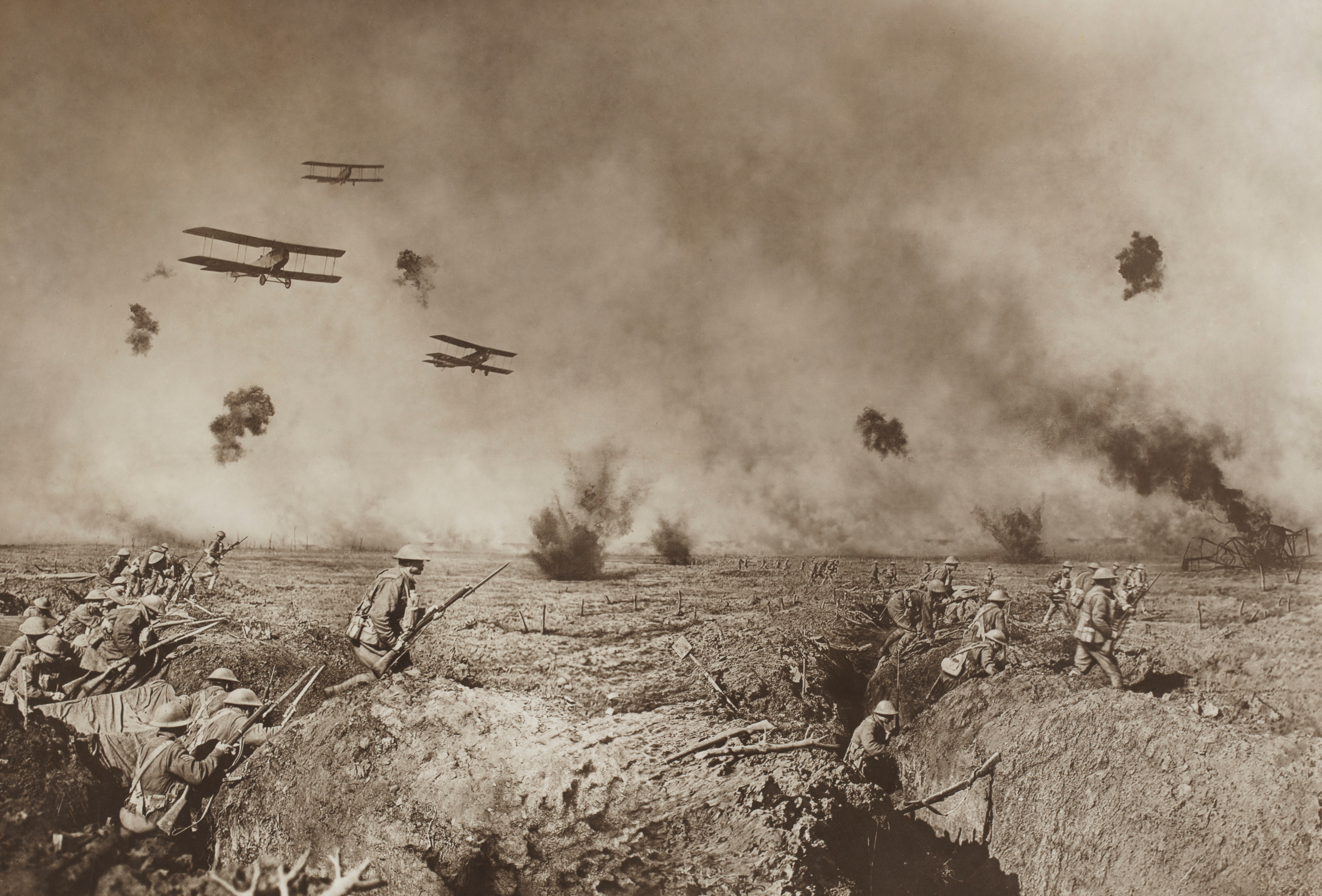
Kompozycja Over the top (1918), znana także jako A Raid i A hop over – kompozycja powstała przy użyciu dwunastu negatywów
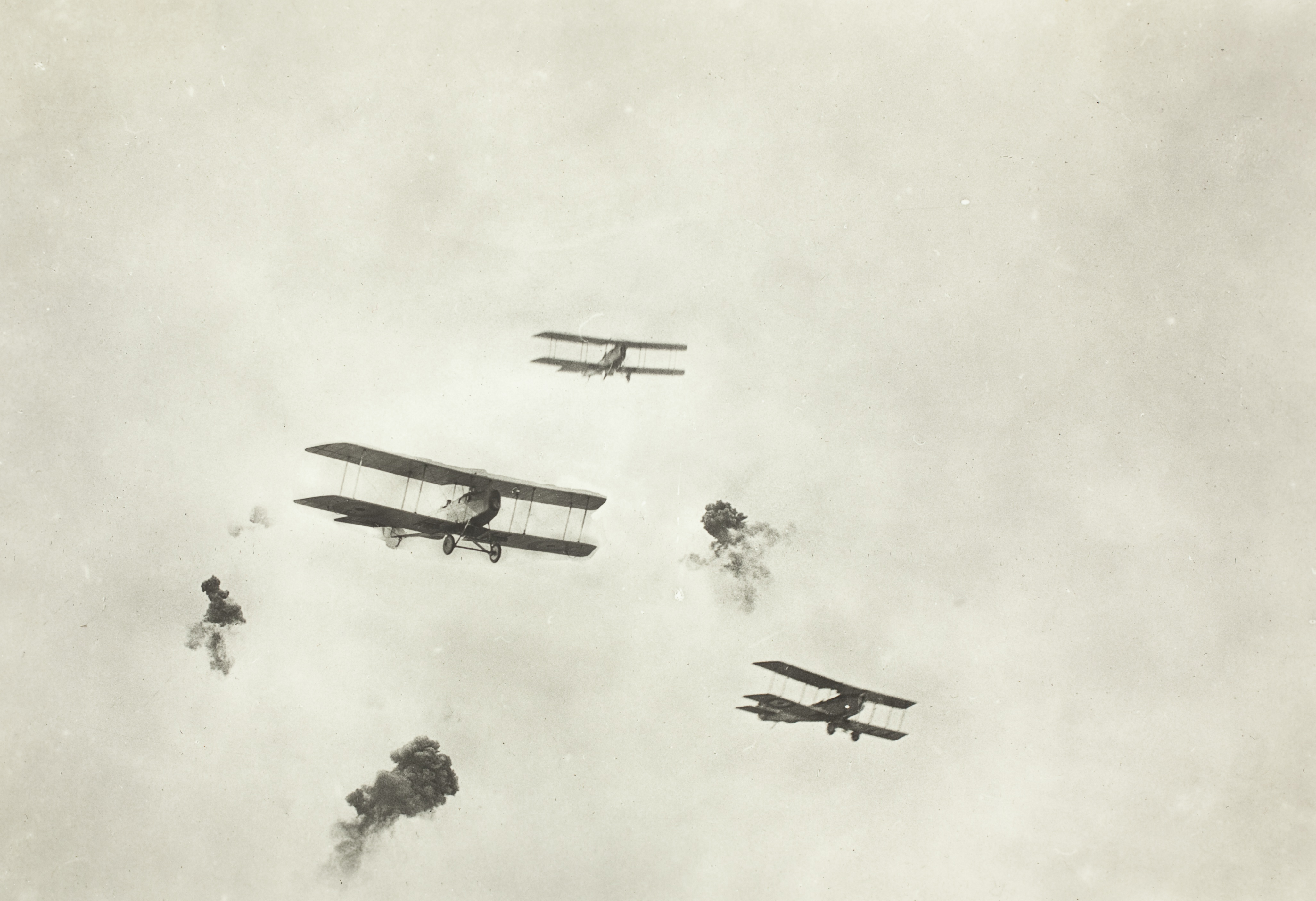
Jeden z negatywów użytych w kompozycji Over the top
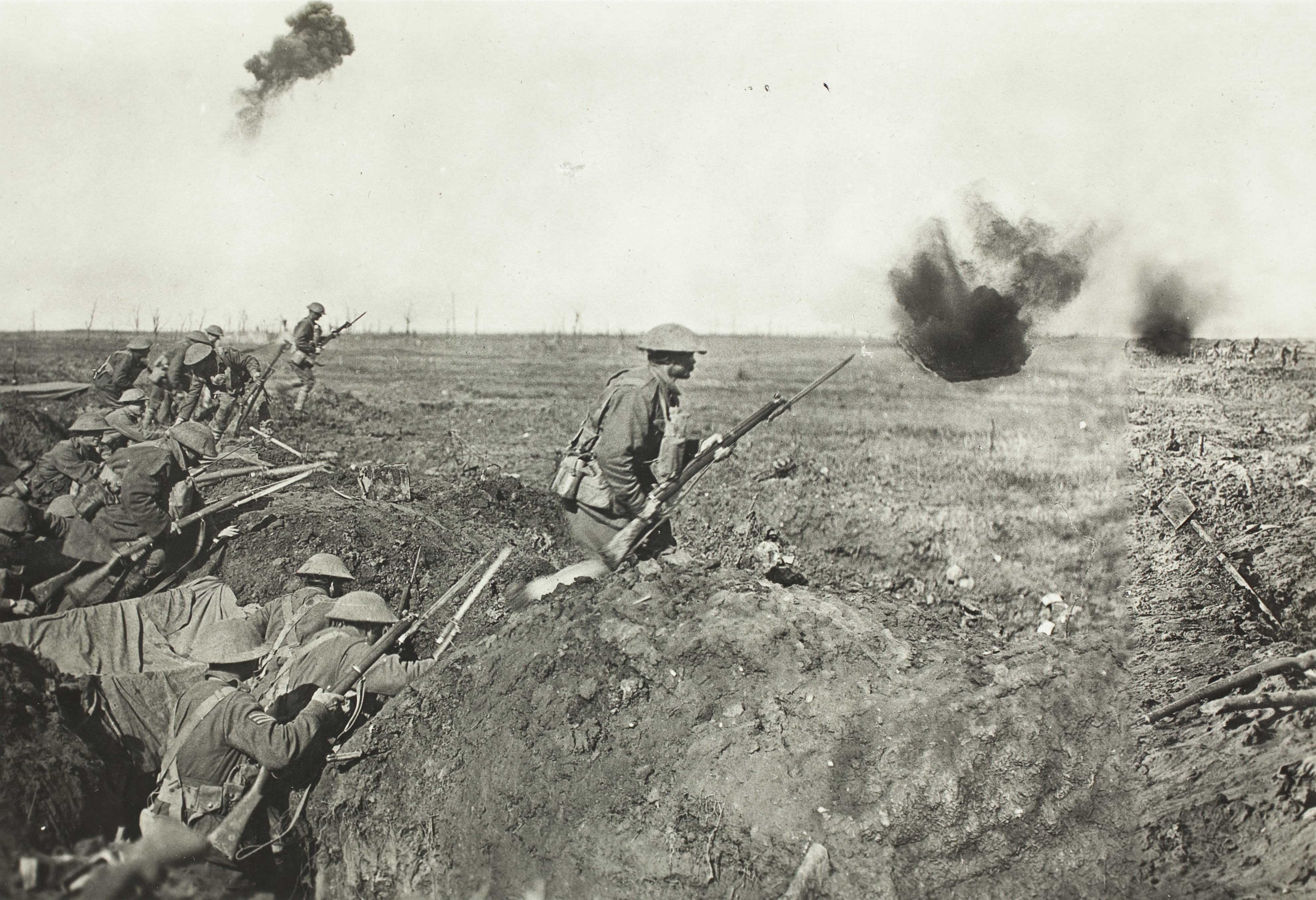
Jeden z negatywów użytych w kompozycji Over the top
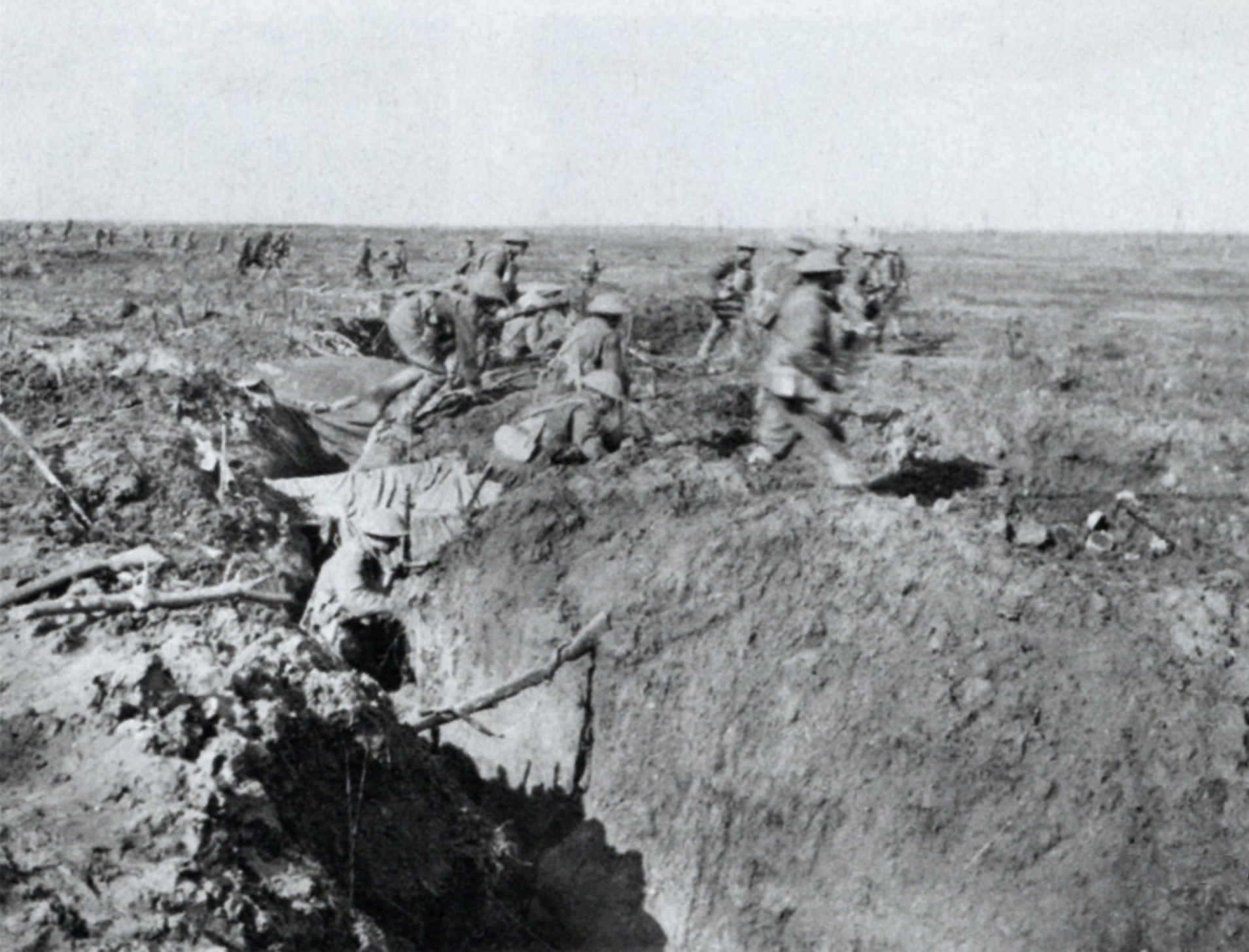
Jeden z negatywów użytych w kompozycji Over the top

W listopadzie 1917 roku Hurley został oddelegowany do Palestyny – przybył jednak już po zdobyciu Jerozolimy przez Brytyjczyków, więc zaczął inscenizować walki o Jerozolimę i Gazę . Wykonał nawet fotografie „wejścia” australijskich oddziałów Australian Light Horse do Jerozolimy, choć nie brali oni udziału w zdobywaniu miasta . 

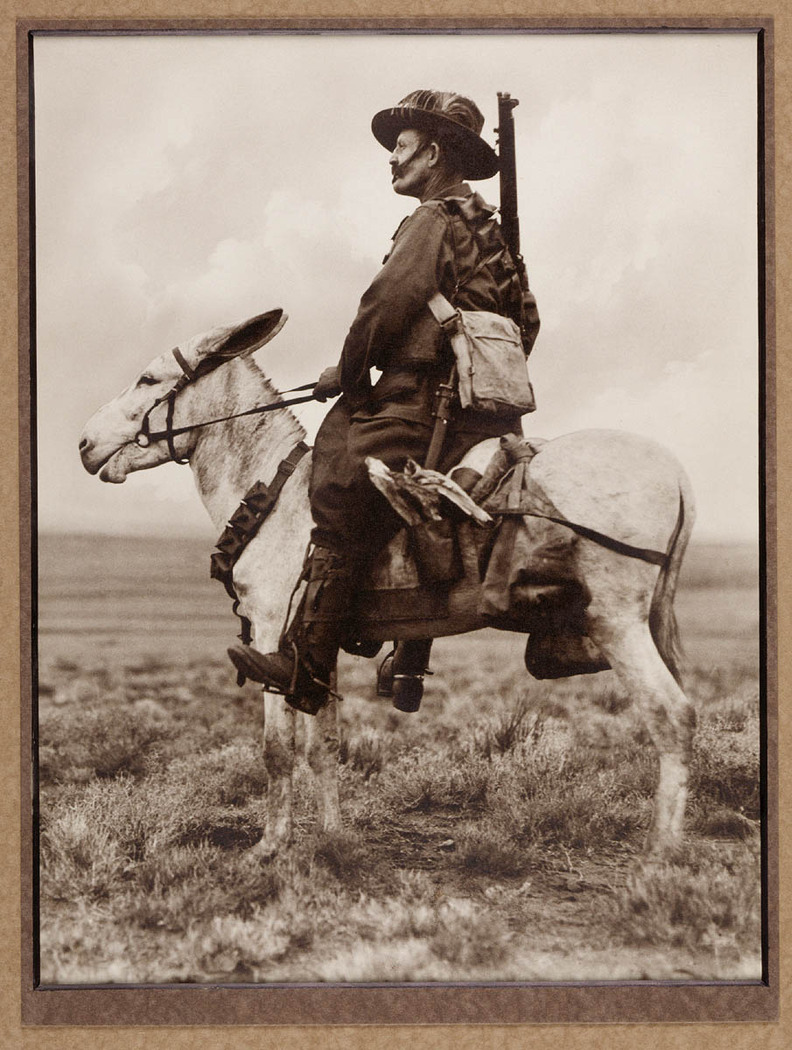
An Australian Light Horseman in Palestine viewing the Promised Land
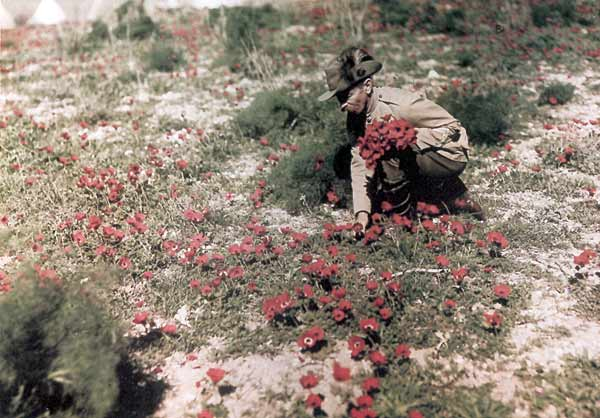
Australijski kawalerzysta zbierający kwiaty w Palestynie (1918)
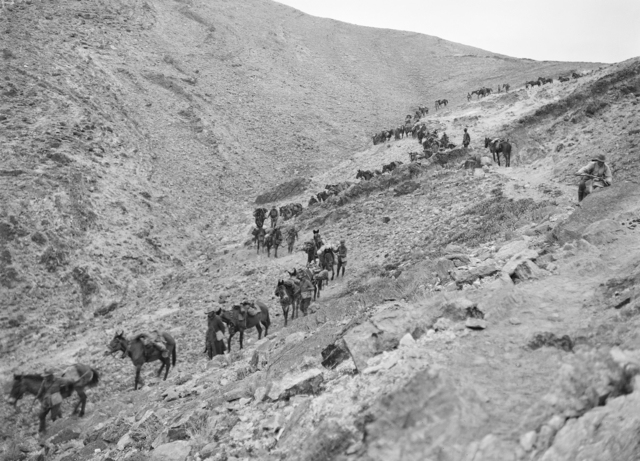
Australijscy kawalerzyści przed zajęciem Jerycha (1918)

Podczas pobytu w Egipcie poznał w Kairze młodą śpiewaczkę operową Antoinette Rosalind Leighton, z którą ożenił się po dziesięciu dniach znajomości . Hurley’owie mieli syna i trzy córki  – Adelie Hurley (1919–2010) została fotografką prasową .   
Wiosną 1918 roku powrócił do Londynu, gdzie zaczął przygotowywać materiał do wystawy w Grafton Galleries . W latach 1918–1921 zdjęcia wojenne Hurleya zostały pokazane na trzech wystawach, m.in. na wystawie zbiorowej w Grafton Galleries . 

### Okres międzywojenny
W grudniu 1919 roku towarzyszył australijskiemu lotnikowi Rossowi Smithowi (1892–1922) na ostatnim etapie jego lotu z Wielkiej Brytanii do Australii, filmując Australię z lotu ptaka . Powstały film The Ross Smith Flight cieszył się dużą popularnością . 
W okresie od grudnia 1920 do stycznia 1923 roku odbył dwie wyprawy filmowe – na Wyspy w Cieśninie Torresa oraz do Papui-Nowej Gwinei . Filmy z ekspedycji cieszyły się dużą popularnością, przede wszystkim Pearls and Savages, który wszedł na ekrany w 1921 roku . Pearls and Savages to również tytuł zbioru reportaży i fotografii z podróży wydanego później przez Hurleya . Sam Hurley w 1925 roku otrzymał odmowę wjazdu do Papui z uwagi na konflikt z władzami i gubernatorem Hubertem Murray’em (1861–1940), który zarzucał Hurley’owi robienie czarnej propagandy poprzez rozpowszechnianie historii o łowcach głów oraz zgromadzenie wielkiej kolekcji artefaktów na rzekomo niewłaściwej drodze . Hurley zamierzał w Papui nakręcić film fabularny dla australijskiego magnata filmowego Oswalda Stolla (1866–1942) – wobec odmowy wjazdu, został zmuszony zmienić lokalizację i dzieło powstało w Nowej Gwinei Holenderskiej . Film Jungle Woman wszedł na ekrany w maju 1926 roku . Następnie Hurley zrealizował kolejny film dla Stolla – Hound of the Deep – do którego zdjęcia powstały na Thursday Island .
Rok 1927 przepracował jako redaktor działu graficznego dziennika „The Sun” w Sydney . Następnie podjął nieudaną próbę przelotu z Australii do Anglii .
Po powrocie z kolejnej wyprawy antarktycznej pracował najpierw dla Greater Union, kręcąc film o budowie mostu Sydney Harbour Bridge – Symphony in Steel (1932) i technikach pożarnictwa – Fire Guardians (1932) , a następnie dla Cinesound studio, najpierw jako operator kamery przy filmach fabularnych a potem jako dokumentalista .  

### II wojna światowa
Podczas II wojny światowej ponownie służył jako oficjalny fotograf Australian Imperial Force (AIF), stacjonując na Bliskim Wschodzie . Otrzymał stopień podpułkownika . Jego metody pracy uznane zostały za staroświeckie, a bardziej popularne stały się prace młodych fotografów takich jak Damien Parer (1912–1944) czy George Silk (1916–2004) . Hurley pozostał na Bliskim Wschodzie do 1946 roku, kręcąc filmy dla rządu brytyjskiego, które jednak przeszły bez większego echa .  

### Okres powojenny
Po sześciu latach nieobecności Hurley wrócił do domu; pieniądze zarobione jako koresponednet wojenny się skończyły i Hurley musiał znaleźć nowe źródło zarobkowania – postanowił skupić się na Australii . W ostatnim okresie swojej twórczości wiele podróżował po Australii i fotografował budowle na całym kontynencie australijskim . Opublikował kilka książek i albumów . Kilka z nich stało się bestsellerami, przynosząc autorowi tak znaczne wpływy, że kupił swój pierwszy dom na przemieściach Sydney w Collaroy Plateau . Jego kolendarze cieszyły się dużym powodzeniem – sprzedawał 200 tys. egzemplarzy rocznie . Wygłaszał wykłady i był częstym gościem w audycji radiowej dla dzieci „The Argonauts Club” .
Zmarł w domu 16 stycznia 1962 roku wskutek zawału serca . 

## Nagrody i odznaczenia
- 1914 – srebrny Medal Polarny[20]
- 1916 – srebrny Medal Polarny[20]
- 1934 – brązowy Medal Polarny[20]
- 1941 – oficer Orderu Imperium Brytyjskiego[20]

## Upamiętnienie
Na cześć Hurleya nazwano jeden z przylądków antarktycznych – Cape Hurley  oraz szczyt górski na Ziemi Enderby – Mount Hurley . 